# Rubén Sánchez Pérez-Cejuela
Rubén Sánchez Pérez-Cejuela (n. Sonseca, Toledo, 25 de noviembre de 1994) más conocido como Rubén Sánchez es un futbolista español que juega en la demarcación de delantero para el FC AGMK de la Super Liga de Uzbekistán.

## Trayectoria
Rubén nacido en Sonseca, es un delantero centro formado en el fútbol base del CD Toledo, con el que llegó a debutar en Segunda División B el 25 de agosto de 2013. En la temporada 2014-15 disputaría 10 partidos y en la siguiente 12 partidos con el primer equipo del CD Toledo en la Segunda División B de España.
El 18 de julio de 2016, firma por el Real Sporting de Gijón "B" de la Tercera División.
El 7 de enero de 2017, hace su debut en la Primera División de España con el primer equipo del Real Sporting de Gijón, en un encuentro frente a la UD Las Palmas, disputando los últimos 15 minutos del partidos que acabaría con derrota por un gol a cero. En la siguiente jornada también disfrutaría de 24 minutos en el encuentro frente a la SD Eibar que acabaría con derrota por dos goles tres.
El 7 de julio de 2017, se compromete con el Recreativo Granada de la Tercera División. En su primera temporada lograría el ascenso a la Segunda División B de España y en las siguientes dos temporadas en la división de bronce disputaría 47 partidos en los que anotó 8 goles.
En julio de 2020, firma por el Club de Fútbol Rayo Majadahonda de Segunda División B, con el que disputa dos temporadas teniendo un balance de 59 partidos y 11 goles.
El 18 de julio de 2022, firma por el FK Surkhon Termez de la Super Liga de Uzbekistán, con el que anota 8 goles en 14 partidos.
El 31 de enero de 2023, firma por el FC AGMK de la Super Liga de Uzbekistán.

## Clubes
| Club                            | País       | Año       |
| ------------------------------- | ---------- | --------- |
| CD Toledo                       | España     | 2013-2016 |
| Real Sporting de Gijón "B"      | España     | 2016-2017 |
| Recreativo Granada              | España     | 2017-2020 |
| Club de Fútbol Rayo Majadahonda | España     | 2020-2022 |
| FK Surkhon Termez               | Uzbekistán | 2022-2023 |
| FC AGMK                         | Uzbekistán | 2023-     |